# (628) Christine
(628) Christine ist ein Asteroid des Hauptgürtels, der am 7. März 1907 vom deutschen Astronomen August Kopff in Heidelberg entdeckt wurde. 
Die Herkunft des Namens ist unbekannt.